# Törpe főnix

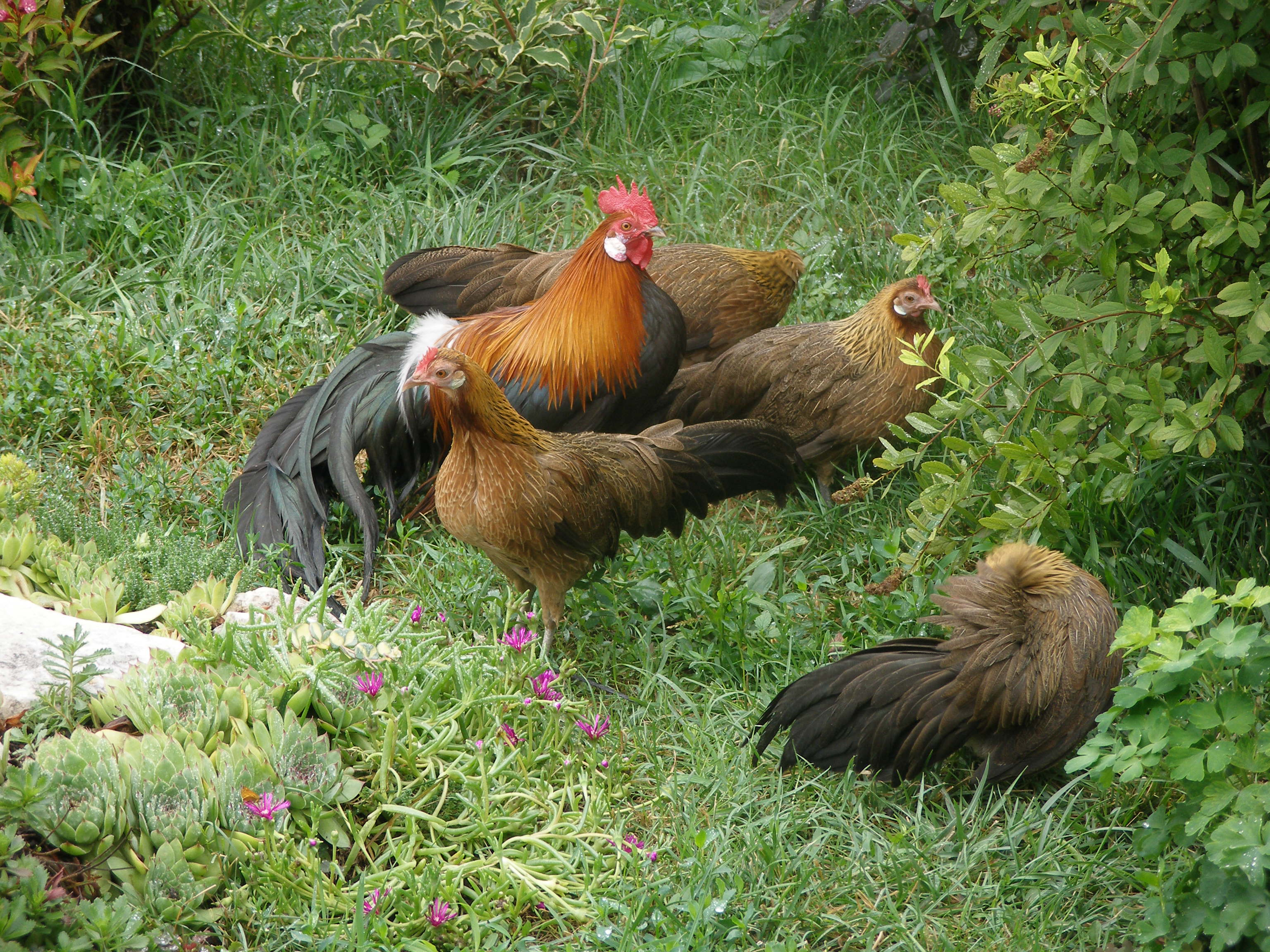
Törpe főnix tenyész állomány

A törpe főnix Németországban kitenyésztett díszbaromfi fajta.

## Fajtatörténet
A törpe főnix Németországban jött létre, a németek tenyésztették ki bantam, nagy testű főnix, ó harcos és német törpetyúkok bekeresztezésével. Így természetükben mind ezekre a fajtákra jellemzők megjelenhetnek. Az 5. Nemzetközi Kiállításon (Drezda, 1898) mutatták be először. 1940 és 1960 közötti időben eltűntek a Nemzetközi Kiállításokról. 1960 óta ismét rendszeresen lehet találkozni a fajta többé kevésbé megfelelő minőségű képviselőivel a Nemzetközi Kiállításokon. Azért kell "többé kevésbé megfelelő" törzsekről beszélni, mert korábban más elképzelés volt a formaideálról. Napjainkban viszont már más bélyegek szerint pontoznak a bírák. Két formaideál alakult ki, de leggyakoribbak mégis még mindig a két megjelenésű forma közötti változatok, átmenetek. 
A törpe változatnak egy nagyobb "kiadása" is létezik! Ez a fajta Japánban őshonos, ahol hazai nevén: shokoku. A nagy és a közepes testű fajták közé sorolható. E nagy testű házi tyúk 1870 körül került Európába.

## Fajtabélyegek, színváltozatok
A "modern" törpe főnix ideális formája ma lényegesen eltér a korábbitól. Ma a sovány, megnyúlt, hátrafelé csökkenő lejtésű testforma a kívánatos. Megnyúlt, hosszú nyak, testhez simuló tollazattal, mely ráfut a vállra és a hát felső szakaszára. A hát majdnem vízszintes helyzetű legyen. Itt is a szárnyak szorosan a testhez szorítása és magasan tartása a kívánatos, ahogyan a nagy fajtaváltozatnál is. Nyereg- és farktollazata legyen hosszú, bőven érje el a talajfelszínt. Melle lekerekített, magasan tartott. Feje kicsi, keskeny, hosszúkás. Egyszerű taraj, finoman fűrészelt, nem mélyen bemetszett! Füllebenye kicsi és fehér. Pirosas színbeütés a füllebenyen hibának számít! Élénk tekintetű, narancssárga, sárga színű szemekkel. Csőrszíne és a csüd színe is kékes-szürke. Amennyiben a csüd színe eltér a kékes-szürkétől vagy olívzöldtől, az hibapontnak számít!
Összesen 6 színváltozatban lehet megcsodálni a törpe főnix fajtát: Legelterjedtebb színváltozatok az fogolyszínű, ezüstfogoly, valamint még a narancs színváltozat is gyakorinak mondható. Lényegesen ritkább a vadas, a fehér és a fekete színváltozatok.

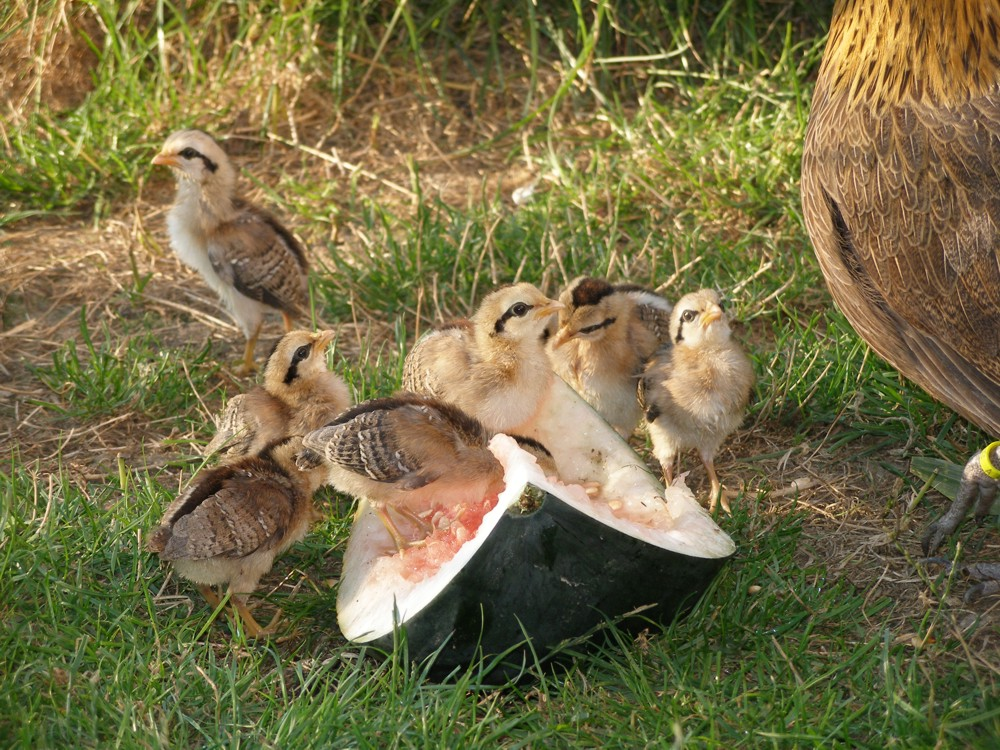
Törpe főnix csibék

## Tulajdonságok
A törpe főnix egyik legszembeötlőbb sajátossága a hosszú díszes farktolla. Nagyon elegáns fajtáról van szó. Ezen kívül alapjában igen szelíd fajta és csak a tenyésztőjétől függ, hogy saját egyedei szelídekké válnak vagy inkább vad természetük kerül felszínre. Olyan szelídek, hogy akár kézből is etethetők, de minden legkisebb hirtelen jött mozdulatra, váratlan zajra a levegőbe képesek kapaszkodni! A csibék felfázásra különösen érzékenyek, ha erre oda figyelünk, akkor szépen növekednek, izgága, mozgalmas csibék. 
| Általános tulajdonságok: | Általános tulajdonságok:      |
| ------------------------ | ----------------------------- |
| Súlya                    | kakas 800 g-ig, tojó 700 g-ig |
| Gyűrűmérete              | kakas 13, tojó 11             |
| Tenyésztojás tömege      | 25 g                          |
| Tojáshéj színe           | fehér                         |
| Éves tojáshozama         | 120 db                        |